# Endurance Glacier (Östantarktis)
Endurance Glacier (norska: Veststraumen) är en glaciär i Östantarktis. Norge gör anspråk på området. 
Endurance Glacier ligger 639 meter över havet., och terrängen omkring den är platt.